# روح سرخ
در داستان‌ها و فرهنگ عامه آریزونا ، روح سرخ چهره‌ای است که گفته می‌شود در اواخر قرن نوزدهم در مرزهای آریزونا پرسه می‌زد. گفته می‌شود که این «روح» به شکل شتری بزرگ و قرمز رنگ بوده که یک اسکلت انسانی رنگ‌پریده بر پشتش سوار بوده‌است. افسانه‌های روح سرخ تا پیش از آغاز قرن بیستم در سراسر آریزونا رواج داشت. در سال ۱۸۹۳ یک کشاورز به شتری شلیک کرد و متوجه شد که یک اسکلت انسانی واقعی به پشت آن بسته شده‌است.

## پیشینه تاریخی
در طول گسترش ایالات متحده به سمت غرب، نیروهای نظامی به دنبال راه‌هایی برای تسهیل حمل و نقل در مناطق خشک بودند. در اوایل قرن ۱۹ پیشنهادهای مختلفی برای استفاده از شتر به عنوان حیوانات بارکش ارائه شد، با پیشنهاد وزیر جنگ وقت جفرسون دیویس در نهایت در سال ۱۸۵۵ با بودجه ۳۰۰۰۰ دلار برنامه‌ای آزمایشی که بعداً به نام «سپاه شتر» شناخته شد تصویب شد. . سپس شترها توسط شرکتی از مناطق اطراف دریای مدیترانه خریداری شد و در نهایت حدود ۷۰ شتر به غرب آمریکا وارد شد. این پروژه در ابتدا موفقیت‌آمیز بود، اما به دلیل جنگ داخلی آمریکا تا حد زیادی کنار گذاشته شد و حامیان آن مانند جفرسون دیویس به کنفدراسیون پیوستند. پس از آن، شترها فروخته یا رها شدند و برخی از آنها تا دهه‌ها پس از آن در منطقه دیده می‌شدند.

## تاریخ و افسانه
1. ↑  Dungan, Ron. "This is the ultimate Arizona ghost story". The Arizona Republic (به انگلیسی). Retrieved 2022-01-08.
2. ↑  "The U.S. Army's "Camel Corps" Experiment – The Campaign for the National Museum of the United States Army" (به انگلیسی). Retrieved 2022-01-08.